# 미야우치 류타
미야우치 류타(일본어: 宮内 龍汰, 1994년 3월 2일 ~ )는 일본의 전 축구 선수이다.

## 구단 경력
과거 가시마 앤틀러스에서 활동하였다.